# Лунчиле (Бузау)
Лунчиле (рум. Luncile) насеље је у Румунији у округу Бузау у општини Лопатари. Oпштина се налази на надморској висини од 637 m.

## Становништво
Према подацима из 2002. године у насељу је живело 849 становника, од којих су сви румунске националности.